# (4480) Nikitibotania
(4480) Nikitibotania (1985 QM4) – planetoida z pasa głównego asteroid okrążająca Słońce w ciągu 3,8 lat w średniej odległości 2,43 j.a. Odkryta 24 sierpnia 1985 roku.